# Сова, Камал
Кама́л Сова́ (англ. Kamal Sowah; род. 9 января 2000, Сабон Занго, Гана) — ганский футболист, нападающий нидерландского клуба НАК Бреда.
В 2022 году сыграл один матч за сборную Ганы.

## Клубная карьера
Воспитанник ганской академии «Райт-ту-Дрим». В январе 2018 года стал игроком «Лестер Сити», где был заявлен за команду до 23 лет. Был отдан в долгосрочную аренду в бельгийский клуб «Ауд-Хеверле Лёвен». В команде дебютировал 14 апреля 2018 года в матче плей-офф первого дивизиона против клуба «Васланд-Беверен». В Лиге Жюпиле дебютировал 10 августа 2020 года в матче против «Эйпена». Вернулся в Англию в июле 2021 года. В августе того же года был подписан контракт с «Брюгге».
В январе 2022 года отправился в аренду в клуб АЗ.
3 февраля 2025 года перешёл в нидерландский НАК Бреда, подписав контракт на 2,5 года с возможностью продления ещё на один сезон.

## Карьера в сборной
14 ноября 2022 года был включён в официальную заявку сборной Ганы для участия в матчах чемпионата мира 2022 года в Катаре. 17 ноября дебютировал за сборную в товарищеском матче против сборной Швейцарии, выйдя на замену Дэниелу Амарти.

## Статистика выступлений

### Международная статистика
| Сборная          | Сезон            | Товарищеские | Товарищеские | Официальные | Официальные | Итого | Итого |
| Сборная          | Сезон            | Игры         | Голы         | Игры        | Голы        | Игры  | Голы  |
| ---------------- | ---------------- | ------------ | ------------ | ----------- | ----------- | ----- | ----- |
| Гана             |                  |              |              |             |             |       |       |
| 2022             | 1                | 0            | 0            | 0           | 1           | 0     |       |
| Всего за карьеру | Всего за карьеру | 1            | 0            | 0           | 0           | 1     | 0     |

### Матчи за сборную
| № | Дата           | Оппонент  | Счёт | Голы | Карточки | Минуты | Соревнование      |
| - | -------------- | --------- | ---- | ---- | -------- | ------ | ----------------- |
| 1 | 17 ноября 2022 | Швейцария | 2:0  | —    | —        | 28'    | Товарищеский матч |

Итого: 1 матч / 0 голов; 1 победа, 0 ничьих, 0 поражений.